# Sony SmartWatch
El Sony SmartWatch, es un reloj inteligente de la compañía japonesa Sony, que puede conectarse a la mayoría de teléfonos inteligentes que poseen el sistema operativo Android para servir como control remoto. Puede conectarse a redes sociales como Facebook o Twitter, así como también puede leer mensajes de correo electrónico de Gmail y POP3. Sony SmartWach es el sucesor del Sony Ericsson LiveView. El dispositivo fue lanzado en abril de 2012.

## Funciones
El Sony SmartWatch, aparte de las funciones típicas de un reloj de pulsera, ofrece funciones de control remoto para la mayoría de teléfonos inteligentes que ejecutan el sistema operativo Android; dicho control abarca desde aplicaciones, redes sociales y funciones generales del teléfono, optimizando y facilitando la manipulación del mismo desde el reloj inteligente.

## SmartWatch 2
El Sony SmartWatch 2, también conocido como SW2, es un dispositivo "wearable" lanzado en septiembre del 2013. El reloj soporta un dispositivo Android 4.0 o superior, a diferencia del smartwatch de Samsung el "Galaxy Gear" que solo funciona con unos cuantos dispositivos Samsung. El reloj se caracteriza por tener un cuerpo de aluminio y viene con pulsera opcional de silicona o metal, pero también puede ser usado con una banda de 24mm.  Tiene  4.1 cm (1.65 in) de alto por 4 cm (1.61 in) de ancho y 0.88 cm (0.35 in) de grosor, con un pesos de 22.6 g (0.8 oz) y una resolución de 220x176px. El SW2 se conecta al teléfono usando Bluetooth, y soporta NFC para fácil sincronización. Está bajo las normas IP57 así que puede ser sumergido hasta un metro de profundidad en el agua durante 30 minutos.También incorpora acelerómetro, brújula y girómetro.